# Celecoxib
Celecoxib (comercializat sub numele de Celebrex) este un antiinflamator non-steroidian, fiind un coxib, adică un inhibitor selectiv pentru ciclooxigenaza-2 (COX2 selectiv).

## Mod de acțiune
Este un inhibitor selectiv la COX2, la doze de 200-300mg/zi. Este bine absorbit pe cale digestivă. Legarea de proteinele plasmatice este de circa 97%. Activitatea este datorată medicamentului și nu metaboliților săi. Este metabolizat la nivel hepatic de către CYP2C9, prin hidroxilare, oxidare și o mică parte prin glucuronidare. Nivelurile celecoxibului pot fi crescute de către inhibitori (fluconazol, fluvastatin, etc.) deși nu există date care să susțină aceasta. Celecoxib inhibă CYP2D6 și astfel poate afecta concentrațiile serice ale unor antideprimante, antifungice, antipsihotice, analgezice și β-blocante.

## Indicații
Tratamentul simptomatic al bolii artrozice și poliartritei reumatoide.
Este utilizat ca analgezic în dureri de intensitate moderat-severă și în tratamentul simptomatic al dismenoreei primare.

## Efecte adverse
- gastrointestinale: dureri abdominale, diaree, flatulență, pirozis.
- sistem nervos:amețeli, insomnie
- respiratorii: faringită, sinuzită, infecții ale tractului respirator superior

Pot apărea și reacții neobișnuite:
- sanguine: anemie
- cardiovasculare: edeme,HTA, palpitații
- hepatice : disfuncție renală (creșterea creatinemiei și uremiei, hiperpotasemie), etc.

## Contraindicații
Hipersensibilatate la celecoxib, antecedente de alergie la sulfonamide, edeme, reacții alergice la AINS, ulcer gastroduodenal, insuficiența cardiacă.
Nu se recomandă administrarea la copii.

## Mod de administrare
200mg/zi administrate o dată pe zi sau în 2 prize
poate fi administrat cu sau fără alimente.
Poliartrita reumatoidă: 200-400 mg/zi în 2 prize.